# Balg (zandplaat)

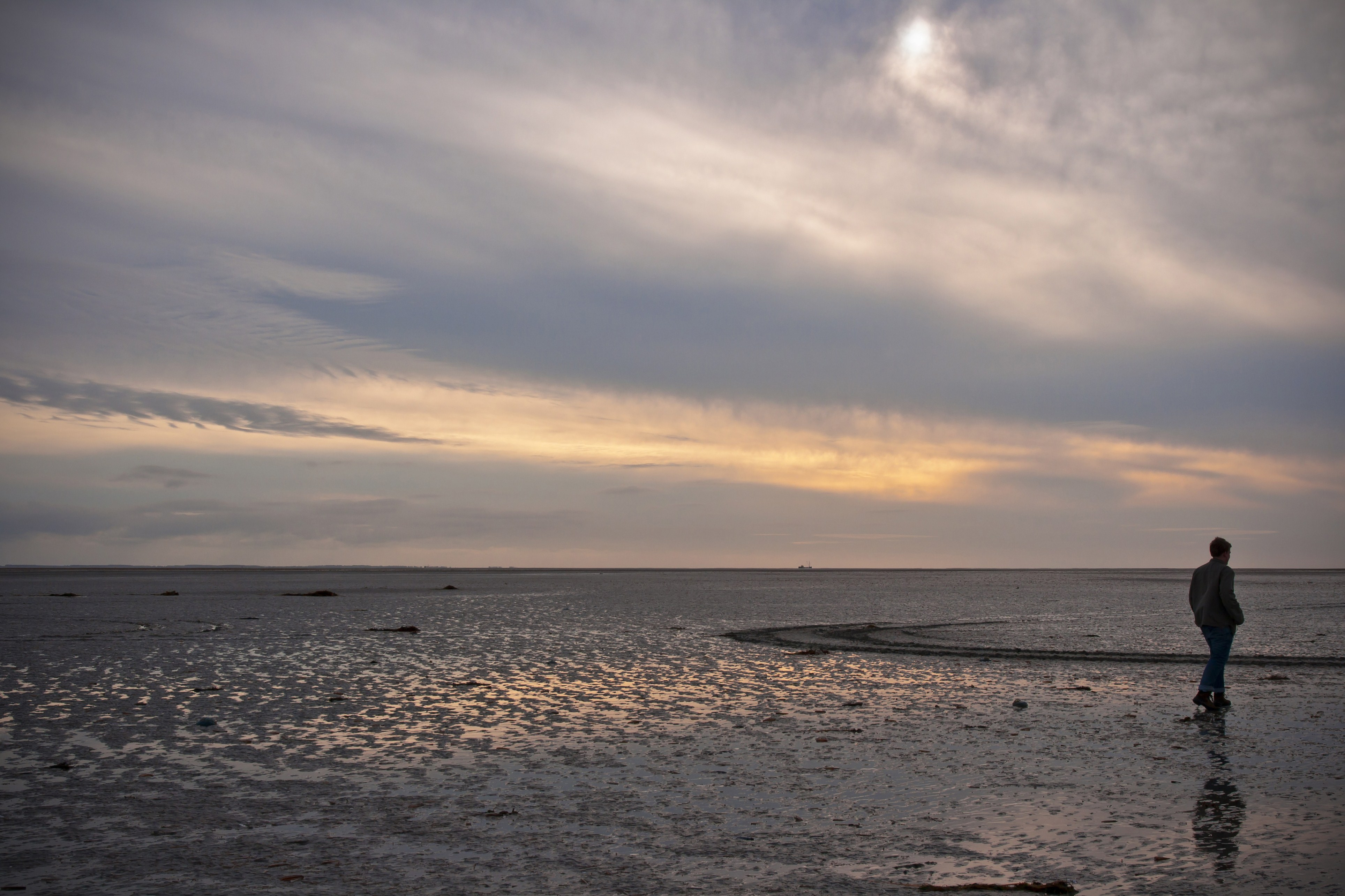
Balg

De zandplaat Balg ligt ten oosten van Schiermonnikoog in de Waddenzee en is een zeer grote zandvlakte. Hij ligt bijna tegen Schiermonnikoog aan op waarschijnlijk de oude plek van het eiland Bosch.
De zandvlakte is waarschijnlijk ergens na 1800 ontstaan en langzaam gegroeid. Tot in het midden van de jaren 70 van de 20e eeuw was het een kale stuivende zandplaat. Vanaf dat moment blijkt de zandplaat zich jaarlijks meer naar het oosten uit te breiden. Hierdoor zijn er al kleine duinen ontstaan en groeien er ook al planten op Balg. In de afgelopen 20 jaar is de geul die onder de Balg langs stroomt, zich steeds verder in de Balg aan het snijden. De kans is aanwezig dat bij een grote storm in de toekomst de Balg wordt afgesneden van het eiland Schiermonnikoog. 
Net als op veel andere zandplaten zijn op Balg regelmatig zeehonden te zien.
In de zomer wordt vanuit het dorp Schiermonnikoog dagelijks door de Balgexpres op van het getij afhankelijke tijden op en neer naar de Balg gereden.
Oppervlakte 2,5 km²